# Walter Law
Pour les articles homonymes, voir Law.
Walter Law (né le 26 mars 1876 à Dayton, dans l'Ohio, aux États-Unis, et mort le 9 août 1940 à Los Angeles, en Californie) est un acteur américain du cinéma muet, puis du parlant.

## Filmographie partielle
- 1917 : The Heart of a Lion, de Frank Lloyd : Tex
- 1917 : Camille, de J. Gordon Edwards : Comte de Varville
- 1918 : Queen of the Sea de John G. Adolfi
- 1919 : La Treizième chaise (The Thirteenth Chair), de Léonce Perret : Inspecteur Donohue
- 1920 : If I Were King, de J. Gordon Edwards : Thibault, le connétable
- 1922 : La Loi maudite (The Forgotten Law), de James W. Horne : Le détective
- 1923 : The Flying Dutchman, de Lloyd B. Carleton : Peter Van Dorn
- 1924 : Janice Meredith, de E. Mason Hopper : Général Charles Lee
- 1925 : Le Corsaire aux jambes molles (Clothes make the pirate), de Maurice Tourneur : Dixie Bull
- 1930 : Whoopee!, de Thornton Freeland : Jud Morgan
- 1934 : Résurrection (We Live Again), de Rouben Mamoulian : Un paysan
- 1934 : Midnight Alibi (en), d'Alan Crosland
- 1936 : The Adventures of Frank Merriwell, de Cliff Smith : Murray Belwood